# Цибигей, Анатолий Васильевич
Анатолий Васильевич Цибигей — советский хозяйственный деятель, полный кавалер ордена Трудовой Славы.

## Биография
Родился в 1942 году. Член КПСС.
В 1963—1991 — электросварщик завода сельскохозяйственного машиностроения имени М. В. Фрунзе Министерства машиностроения для животноводства и кормопроизводства СССР.
Указами Президиума Верховного Совета СССР от 27 февраля 1976 года и 10 марта 1981 года соответственно за досрочное выполнение социалистических обязательств награждён орденами Трудовой Славы III и II степеней.
Указом Президиума Верховного Совета СССР от 10 июня 1986 года награждён орденом Трудовой Славы I степени, став полным кавалером ордена Трудовой Славы.
Делегат XXVII съезда КПСС.
Жил в Бишкеке.